# Jin Boyang
Jin Boyang (金博洋S, Jīn BóyángP; Harbin, 3 ottobre 1997) è un pattinatore artistico su ghiaccio cinese due volte medaglia di bronzo ai campionati mondiali (2016 e 2017) e vincitore dei campionati dei quattro continenti nel 2018.
È stato il primo pattinatore ad avere completato in una competizione sei salti quadrupli e il primo ad avere realizzato un quadruplo lutz ai Mondiali. È stato inoltre il primo a portare a termine la combinazione quadruplo lutz-triplo toe loop.

## Carriera

### Gli inizi e la carriera juniores
Jin Boyang ha iniziato a pattinare dall'età di 7 anni e mezzo, dopo essersi appassionato a questo sport dopo avere assistito a una esibizione di Shen Xue e Zhao Hongbo. Nel 2012 ha iniziato a gareggiare nel Junior Grand Prix, vincendo l'anno seguente la finale di questa competizione. Da juniores ha partecipato anche a tre edizioni dei campionati mondiali, piazzandosi nel 2015 al secondo posto.

### Stagione 2015-16: debutto internazionale senior
A partire dalla stagione 2015-16 inizia a competere a livello senior. Le sue prima tappe di Grand Prix sono la Cup of China e l'NHK Trophy. In occasione della prima competizione, Jin diventa il primo pattinatore ad atterrare una combinazione di quadruplo lutz - triplo toe-loop in competizione e il primo a realizzare il quadruplo lutz ottenendo un GOE positivo. Vince l'argento dietro al pattinatore spagnolo Javier Fernández. All'NHK Trophy atterra cinque salti quadrupli. È un altro argento, questa volta dietro al giapponese Yuzuru Hanyu. I brillanti risultati ottenuti in entrambe le competizioni gli permettono di qualificarsi alla finale del Grand Prix, dove arriva quinto. Nel 2016 partecipa anche ai Campionati dei Quattro continenti, a Taipei, questa volta atterrando sei salti quadrupli nei suoi programmi e ottenendo un nuovo miglior punteggio personale nel libero, nel corto e nel totale. Inoltre, è il primo pattinatore nella storia ad atterrare tre diversi tipi di salti quadrupli in un programma: il lutz, il salchow e il toe loop. Vince la medaglia d'argento dietro al canadese Patrick Chan, con una differenza di punteggio di soli 0.38 punti. Partecipa poi ai campionati mondiali a Boston, vincendo la medaglia di bronzo. È il primo pattinatore cinese a salire sul podio mondiale.

### Stagione 2016-17
Nella stagione 2016-17, Jin manca la qualifica per la finale del Grand Prix, ma si rifà ampiamente ai campionati mondiali di Helsinki riconfermando il proprio terzo posto davanti allo spagnolo Javier Fernández, campione uscente per due volte consecutive e rimasto fuori dal podio. Migliora inoltre il proprio punteggio personale sia nel programma corto che nel libero e quindi nel totale.

### Stagione 2017-18: debutto olimpico

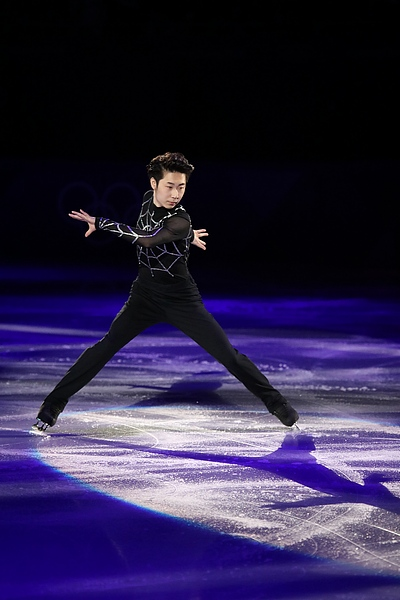
Jin durante il galà delle Olimpiadi invernali di Pyeongchang 2018

All'inizio della stagione 2017-18, Jin Boyang viene assegnato alle tappe del Grand Prix di Skate America e alla Cup of China, ottenendo rispettivamente un secondo e un quarto posto e qualificandosi per la finale. È però costretto a ritirarsi a causa di un infortunio alle caviglie. Si ritira anche dai campionati nazionali cinesi, ma ritorna alle competizioni in occasione dei Campionati dei Quattro continenti, superando per la prima volta i 100 punti nel programma corto in una competizione internazionale, con 100.17 punti. Tale punteggio lo pone al secondo posto dietro al giapponese Shōma Uno. Pattina poi un libero da 200.78 punti, per un totale di 300.95 che gli permette di superare il rivale e vincere la medaglia d'oro.
Alle Olimpiadi di Pyeongchang 2018 si piazza quarto con 297.77 punti, arrivando dietro lo spagnolo Javier Fernández (305.24 punti) e i due giapponesi Shōma Uno (306.90 punti) e Yuzuru Hanyu (317.85 punti). Segue una disastrosa prestazione ai Mondiali di Milano 2018: quarto dopo il programma corto, durante il programma libero ben cinque cadute compromettono l'intera sua prestazione relegandolo al 19º posto.

### Stagione 2018-19
Durante l'estate del 2018 è stato inizialmente annunciato che a partire da giugno Jin si sarebbe allenato a Toronto, in Canada, sotto la guida di Brian Orser, allenatore di pattinatori del calibro di Yuzuru Hanyu (due volte campione olimpico), Javier Fernandez (due volte campione mondiale) e Kim Yuna (campionessa olimpica nel 2010). In seguito, nel mese di agosto, viene comunicata l'intenzione di Jin di continuare ad allenarsi in Cina, trovandosi in un ambiente a lui più familiare.
Al suo debutto al Grand Prix ottiene solamente il quinto posto a Helsinki e giunge poi nono agli Internazionali di Francia. Dopo avere vinto nuovamente il titolo nazionale cinese, partecipa ai Campionati dei Quattro continenti di Anaheim vincendo la medaglia d'argento dietro a Shōma Uno e davanti allo statunitense Vincent Zhou. Ai campionati mondiali di Saitama si piazza nono nel programma corto e col programma libero non riesce ad andare oltre il quinto posto finale.

## Record
- Primo pattinatore ad aver atterrato sei salti quadrupli in una competizione.[19]
- Primo pattinatore ad aver atterrato quattro salti quadrupli in un programma libero.[9]
- Primo pattinatore ad aver atterrato una combinazione quadruplo lutz - triplo toe loop in una competizione internazionale.[20]

## Palmarès
| Risultati | Risultati      | Risultati      | Risultati      | Risultati      | Risultati      | Risultati      | Risultati      | Risultati      | Risultati      | Risultati      | Risultati      | Risultati      | Risultati      | Risultati      | Risultati      |
| Internazionali | Internazionali | Internazionali | Internazionali | Internazionali | Internazionali | Internazionali | Internazionali | Internazionali | Internazionali | Internazionali | Internazionali | Internazionali | Internazionali | Internazionali | Internazionali |
| Evento | 2010-11        | 2011-12        | 2012-13        | 2013-14        | 2014-15        | 2015-16        | 2016-17        | 2017-18        | 2018-19        | 2019-20        | 2020-21        | 2021-22        | 2022-23        | 2023-24        | 2024-25        |
| --- | -------------- | -------------- | -------------- | -------------- | -------------- | -------------- | -------------- | -------------- | -------------- | -------------- | -------------- | -------------- | -------------- | -------------- | -------------- |
| Giochi olimpici |                |                |                |                |                |                |                | 4º             |                |                |                | 9°             |                |                |                |
| Campionati mondiali |                |                |                |                |                | 3º             | 3º             | 19º            | 5º             | C              | 22°            |                | 22°            | 39°            |                |
| Campionati dei Quattro continenti |                |                |                |                |                | 2º             | 5º             | 1º             | 2º             | 4°             | C              |                | 7°             | 5°             |                |
| Finale Grand Prix |                |                |                |                |                | 5º             |                | R              |                | 5°             |                |                |                |                |                |
| GP Cup of China |                |                |                |                |                | 2º             | 2º             | 2º             |                | 1º             | 1º             | C              |                | 7°             | 8º             |
| GP della Finlandia |                |                |                |                |                |                |                |                | 5º             |                |                |                |                |                |                |
| GP Francia |                |                |                |                |                |                |                |                | 9º             |                |                |                |                | 8°             | 8°             |
| GP NHK Trophy |                |                |                |                |                | 2º             |                |                |                |                |                |                | R              |                |                |
| GP Skate America |                |                |                |                |                |                | 5º             | 4º             |                | 6°             |                |                |                |                |                |
| GP Skate Canada |                |                |                |                |                |                |                |                |                |                |                |                | R              |                |                |
| GP d'Italia |                |                |                |                |                |                |                |                |                |                |                | 7°             |                |                |                |
| CS Autumn Classic International |                |                |                |                |                |                |                |                |                |                |                |                |                | 5°             |                |
| CS Finlandia Trophy |                |                |                |                |                |                |                | 1º             |                |                |                |                |                |                |                |
| CS Golden Spin |                |                |                |                |                |                |                |                |                |                |                |                |                | 1º             |                |
| CS Lombardia Trophy |                |                |                |                |                |                |                |                |                | 1º             |                |                |                |                |                |
| CS Asian Trophy |                |                |                |                |                |                |                |                |                |                |                | 3º             |                |                |                |
| Giochi asiatici |                |                |                |                |                |                | 2º             |                |                |                |                |                |                |                |                |
| Shangai Trophy |                |                |                |                |                |                |                |                |                | 3º             |                |                |                | 3º             |                |
| Internazionali: categoria Junior |                |                |                |                |                |                |                |                |                |                |                |                |                |                |                |
| Campionati mondiali |                |                | 4º             | 6º             | 2º             |                |                |                |                |                |                |                |                |                |                |
| JGP Finale |                |                | 5º             | 1º             | 4º             |                |                |                |                |                |                |                |                |                |                |
| JGP Estonia |                |                |                | 1º             |                |                |                |                |                |                |                |                |                |                |                |
| JGP Francia |                |                | 1º             |                |                |                |                |                |                |                |                |                |                |                |                |
| JGP Giappone |                |                |                |                | 1º             |                |                |                |                |                |                |                |                |                |                |
| JGP Lettonia |                |                |                | 1º             |                |                |                |                |                |                |                |                |                |                |                |
| JGP Slovenia |                |                | 2º             |                | 1º             |                |                |                |                |                |                |                |                |                |                |
| Asian Trophy |                | 1º             |                |                |                |                |                |                |                |                |                |                |                |                |                |
| Nazionali |                |                |                |                |                |                |                |                |                |                |                |                |                |                |                |
| Campionati cinesi | 6º             | 4º             | 3º             | 1º             | 1º             | 1º             | 1º             | R              | 1º             |                |                |                |                |                | R              |
| Eventi a squadre |                |                |                |                |                |                |                |                |                |                |                |                |                |                |                |
| Giochi olimpici |                |                |                |                |                |                |                |                |                |                |                | 5º S 6º P      |                |                |                |
| World Team Trophy |                |                |                |                |                |                | 5º S 7º P      |                |                |                |                |                |                |                |                |
| Team Challenge Cup |                |                |                |                |                | 3º S 6º P      |                |                |                |                |                |                |                |                |                |
| GP = Grand Prix; CS = Challenger Series; JGP = Junior Grand Prix; R = Ritirato; C = evento cancellato; S = risultato della squadra; P = risultato personale |                |                |                |                |                |                |                |                |                |                |                |                |                |                |                |